# بلهام (لندن)
بلهام هو حي يقع جنوب لندن، إنجلترا.

## أعلام
- ديريك برات
- ليروي روسينيور
- جون سوليفان
- بيتر جود
- ديفيد سميث